# Parectopa dactylota
Parectopa dactylota là một loài bướm đêm thuộc họ Gracillariidae. Loài này có ở Ecuador và Peru.